# SWEET BLACK
『SWEET BLACK』（スィート・ブラック）は、後藤真希が、SWEET BLACK feat. MAKI GOTO名義としてリリースしたrhythm zone移籍第1弾のミニアルバム。

## 概要
- 後藤真希のデビュー10周年記念アルバム。
- 前作のアルバムからは約2年ぶりとなる。rhythm zone移籍後、後藤真希にとっては初のCD作品となった。
- CDとDVDの2枚組。DVDには4曲のミュージッククリップを収録する。
- 初回限定盤は64ページ小冊子＆mixiドラマ「おんにゃ。」完全版付き。

## 収録内容

### CD
1. Queen Bee with BIGGA RAIJI
  - 作詞：AILI / BIGGA RAIJI／作曲・編曲：AILI
2. Lady-Rise
  - 作詞：後藤真希／作曲：ThomasGustafsson・HugoLira・Negin・Ian-PaoloLira・Nick・Halkes・Nosheen／編曲：ThomasGustafsson・HugoLira・Ian-PaoloLira
3. Candy
  - 作詞：後藤真希／作曲・編曲：Niv V. Davidovich・Danielle McKee
4. TEAR DROPS with KG
  - 作詞：森若香織／作曲：KG・SHIKATA・AILI／編曲：AILI
5. Mine with KEN THE 390
  - 作詞：後藤真希・KEN THE 390／作曲・編曲：U-Key zone
6. Fly away
  - 作詞：後藤真希／作曲・編曲：HIRO
7. Plastic Lover
  - 作詞：Leonn／作曲・編曲：Tetsuya Tamura
8. with…
  - 作詞：後藤真希／作曲：AILI／編曲：AKIRA
  - テレビドラマ『嬢王 Virgin』エンディングテーマ

### DVD
1. Fly away
2. Lady-Rise
3. with...
4. TEAR DROPS with KG
5. ミクドラムービー「おんにゃ。」完全版（初回限定盤のみ）